# Argentine aux Jeux olympiques de 1900
L'Argentine est représentée par un escrimeur argentin vivant à Paris aux Jeux olympiques de 1900 à Paris en France.
C'était la première apparition d'une nation sud-américaine aux Jeux olympiques modernes.

## Résultats

### Escrime
| Compétition | Place | Escrimeur     | Tour 1           | Quart de finale            | Rêpechage       | Demi-Finale            | Finale   |
| ----------- | ----- | ------------- | ---------------- | -------------------------- | --------------- | ---------------------- | -------- |
| Épée        | 5e    | Eduardo Camet | 2e place Poule M | 2e place Quart de finale C | Non participant | 3e place Demi-finale B | 5e place |